# Abdallah ar-Rimawi

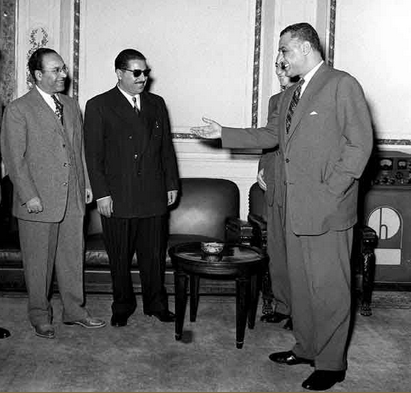
Rimawi (links) als Außenminister bei Nasser (1957)

Abdallah ar-Rimawi (arabisch عبد الله الريماوي, DMG ʿAbd Allāh ar-Rīmāwī; * um 1920 in Beit Rima bei Ramallah, Palästina), auch Abdullah al-Rimawi, ist ein ehemaliger panarabischer Politiker palästinensischer Herkunft und kurzzeitig Außenminister Jordaniens.

## Frühe Jahre
Nachdem er sein Studium der Mathematik und der Physik an der Amerikanischen Universität in Beirut mit cum laude abgeschlossen hatte, kehrte ar-Rimawi 1940 nach Palästina zurück und arbeitete zunächst für die Schulbehörden in Nablus, Jaffa, Tulkarm und Ramallah. Als Professor für Naturwissenschaften ging er 1945 nach Jerusalem und studierte dort bis 1951 Jura.
Infolge des UNO-Teilungsbeschlusses und des anschließenden Palästinakriegs schloss er sich 1948 zunächst der Bewegung des palästinensischen Nationalisten Mohammed Amin al-Husseini an und gab in Ramallah die Zeitschrift Palästina heraus. Zusammen mit den Palästinensern Abdullah an-Nawas und Bahjat Abu Gharbiyah sowie dem Jordanier Abdullah at-Tal gründete er dann 1952 in Jerusalem einen jordanischen Regionalableger der Baath-Partei, deren Generalsekretär er 1954 wurde. Als Staatsanwalt von Ramallah zog er im September 1956 für die Baath ins jordanische Parlament ein und schloss sich der linksliberalen Koalition des Premierministers Sulaimān an-Nābulusī an. Seit der Sueskrise 1956 Außenminister, verfolgte ar-Rimawi einen am Vorbild des ägyptischen Präsidenten Gamal Abdel Nasser orientierten und gegen den Bagdad-Pakt gerichteten positiv-neutralistischen bzw. panarabischen Kurs bis zum Sturz al-Nabulsis im April 1957. (Zur gleichen Zeit war mit Salah ad-Din al-Bitar auch in Syrien ein Baathist Außenminister.) Größter außenpolitischer Erfolg der Regierung al-Nabulsis – und damit vor allem ein Erfolg ar-Rimawis – war die Kündigung des britisch-jordanischen Vertrags am 14. März 1957, infolgedessen der Abzug der seit 40 Jahren Jordanien besetzenden britischen Truppen begann.

## Rimawi-Gruppe gegen Aflaqisten
Der Verschwörung gegen König Hussein von Jordanien angeklagt, floh er nach Syrien, welches die Baath-Partei 1958 in eine Union mit Nassers Ägypten geführt hatte. Bedingung für die Union war jedoch die Auflösung der syrischen regionalen Baath-Partei gewesen, was zu parteiinternen Auseinandersetzungen und schließlich zur Spaltung der Partei führte. Während die von der Union bald enttäuschten Parteigründer um Michel Aflaq, Salah ad-Din al-Bitar und Akram al-Haurani im August 1959 nach Beirut flohen und von dort auf eine Wiederabspaltung Syriens von der Union hinarbeiteten, wurden ar-Rimawi, Gharbiyah und einige weitere Nasseristen (unter dem Vorwurf finanzieller Veruntreuungen) im September aus der im Libanon und anderen arabischen Regionen weiterbestehenden Baath-Partei ausgeschlossen.
Die „Rimawi-Gruppe“ bildete daraufhin im Mai 1960 in Damaskus ein von Nasser gefördertes „Revolutionäres Nationalkommando der Baath-Partei“, das mit dem „aflaqistischen“ Nationalkommando in Beirut vergeblich um die gesamtarabische Parteiführung rivalisierte und sich im August 1960 ein neues Parteiprogramm gab. Zwar schloss sich auch der ehemalige Generalsekretär der irakischen regionalen Baath-Partei, Fuad ar-Rikabi, diesem rivalisierenden Nationalkommando an, doch mit dem Zusammenbruch der Union 1961 musste die Rimawi-Gruppe von Syrien nach Ägypten fliehen. Anders als ar-Rikabi blieb ar-Rimawi die nächsten Jahre über in Ägypten, hielt revolutionäre Vorträge sowie gegen die Baathisten in Syrien und Irak bzw. gegen König Hussein gerichtete Reden über Radio Kairo und schrieb politische Abhandlungen. Unter dem Eindruck der erfolgreichen Baath-Revolutionen im Irak (8. Februar 1963) und in Syrien (8. März 1963) verstärkte die Rimawi-Gruppe auch wieder in Jordanien ihre revolutionären Aktionen, ohne Unterstützung der gesamten Baath-Partei kam ein Umsturz jedoch nicht zustande.
Im Juli 1970, am Vorabend des Schwarzen Septembers durfte ar-Rimawi 1970 nach Jordanien zurückkehren. Noch einmal zog er, diesmal als dem König gegenüber „loyale Opposition“, bis April 1978 in das (rein beratende) Parlament ein.

## Werke
- 1961: al-mautiq al-thawri li'l-haraka al-qawmiyya al-'arabiyya al-haditha (Die revolutionäre Logik der modernen Arabischen Nationalistischen Bewegung)
- 1964: al-haraka al-'arabiyya al-wahida (Die arabische Einheitsbewegung)
- 1970: al-iqlimiya al-jadida (Die neue Regionalität)